# ニアス語
ニアス語（ニアスご、Nias）はオーストロネシア語族に属する言語である。話者は主にインドネシアのニアス島とバトゥ諸島に居住する。分類としてはメンタワイ語やバタク語と同じNorthwest Sumatra-Northern Barrier Islands諸語に属する。話者数は2000年時点で約770,000人である。方言として北部方言、中央方言、南部方言の3つがあり、グヌンシトリ方言は北部方言にあたる。

## 歴史
1865年にライン伝道協会のデニンガー牧師（E. Ludwig Denninger）がニアスの地に降り立って以来、言語学的に価値のある書物の多くはドイツ語によって記述が行われた。その中でも最も重要な文法書は1913年に出版された同協会の宣教師ズンダーマンによるものである。

## 音韻論

### 音素
ニアス語南部方言の音素の一覧を以下に示す。
|    | 前舌母音 | 中舌母音 | 後舌母音 |
| -- | -------- | -------- | -------- |
| 高 | [i]      |          | [u]      |
| 中 | [e]      | ö [ɤ]    | [o]      |
| 低 |          | [a]      |          |

|          | 唇音   | 唇歯音  | 両唇軟口蓋音 | 歯茎音            | 後部歯茎音    | 硬口蓋音 | 軟口蓋音      | 声門音 |
| -------- | ------ | ------- | ------------ | ----------------- | ------------- | -------- | ------------- | ------ |
| 閉鎖音   | [b]    |         |              | [t] [d] ndr [dr]  |               |          | [k] [ɡ]       | ' [ʔ]  |
| 破擦音   |        |         |              |                   | c [tʃ] z [dʒ] |          |               |        |
| 鼻音     | [m]    |         |              | [n]               |               |          | （北部: [ŋ]） |        |
| 摩擦音   |        | [f] [v] |              | [s] （北部: [z]） |               |          | kh [x]        | [h]    |
| 接近音   |        | ß [ʋ]   | [w]          | [l]               |               | y [j]    |               |        |
| ふるえ音 | mb [ʙ] |         |              | [r]               |               |          |               |        |

### 音節
ニアス語の音節は極めて単純な開音節構造であると言える。語末は必ず母音となり、子音で終わる場合はない上に子音連結や長母音も一切存在しない。なお母音で始まる語は実際には語頭が声門閉鎖音[ʔ]で発音される場合が多い。

### 強勢
僅かな例外を除き、最後から二番目の音節に強勢が置かれる。この際、語に接続した接尾辞は音節の一部として数えられる一方、接頭辞は音節の一部とは見做されない。

## 文法
名詞と動詞は存在するが形容詞は無く、動詞が代わりに置かれる。

### 語頭音の交替
ニアス語の名詞や、動詞句を一時的な行為者を表す名詞句に変える機能を持つsi〈…している者〉は特定の文法的な条件下で以下の様な語頭音の交替を起こす。この現象は「外連声」とも呼ばれる。
| 基本形 | 変化形            |
| ------ | ----------------- |
| f      | v                 |
| t      | d                 |
| s      | z                 |
| c      | z                 |
| k      | g                 |
| b      | mb                |
| d      | ndr               |
| 母音   | n + 母音 g + 母音 |

語頭音の変化が起こるのは以下の場合である。
1. 自動詞の主語または他動詞の目的語となる、つまり絶対格となる場合[14]。
2. 所有者（ズンダーマンの用語では「従位」(status constructus (de) )）となる場合[15]。
例: salawa mbanua (< banua 〈村〉) - 村長
3. 前置詞の目的語となる場合。

母音が語頭音の場合n-かg-が付加されるが、どちらがつくかは語によって決まっている。多義語であるöriはnöriとなれば〈複数の村を集合的に捉えた単位〉、göriとなれば〈腕輪〉や〈お守り〉の意味しか表さないようになる。

### 語順
ニアス語の基本的な文の語順はバタク・トバ語やマダガスカル語と同様のVOS型であり、名詞句は基本的に「名詞-関係節」、「名詞-指示代名詞」の順番となる。また「被所有者-所有者」の順となる。

## 関連書籍
- Sundermann, H. (1913). Niassische Sprachlehre. The Hague: M. Nijhoff.